# شاندور بودنار
شاندور بودنار (مجاری: Sándor Bodnár; ۱۶ ژوئن ۱۸۹۰ – ۶ نوامبر ۱۹۵۵) بازیکن فوتبال اهل مجارستان بود.